# Lista do patrimônio histórico em Pernambuco
Essa é uma sublista da lista do patrimônio histórico, arqueológico, etnográfico, paisagístico, de belas-artes e de artes aplicadas tombado no Brasil para o estado brasileiro de Pernambuco.
| Município               | Monumento ou obra | Esfera           | Ano       | Uso atual                                                                                        |
| ----------------------- | --- | ---------------- | --------- | ------------------------------------------------------------------------------------------------ |
| Altinho                 | Capela de Nossa Senhora do Rosário | Estadual         | 1983      | —                                                                                                |
| Bezerros                | Igreja Matriz de São José dos Bezerros | Estadual         | 1985      | —                                                                                                |
| Brejo da Madre de Deus  | Casa de Câmara e Cadeia | Estadual         | 1983      | —                                                                                                |
| Brejo da Madre de Deus  | Parque Nilo Coelho de Esculturas | Estadual         | 1991      | —                                                                                                |
| Cabo de Santo Agostinho | Casa do ex-Governador José Rufino Bezerra Cavalcanti (residência rural)                                                                   | Estadual         | 1987      | —                                                                                                |
| Cabo de Santo Agostinho | Engenho Massangana | Estadual         | 1984      | Fundação Joaquim Nabuco                                                                          |
| Cabo de Santo Agostinho | Igreja de Nossa Senhora de Nazaré e ruínas do Convento Carmelita                                                                          | Federal Estadual | 1961 1993 | Sítio Histórico do Cabo de Santo Agostinho                                                       |
| Cabrobó                 | Igreja de Nossa Senhora da Conceição | Estadual         | 1989      | —                                                                                                |
| Camaragibe              | Casa Grande e Sítio do Engenho Camaragibe                                                                                                 | Estadual         | 1987      | —                                                                                                |
| Fernando de Noronha     | Forte de Nossa Senhora dos Remédios de Fernando de Noronha                                                                                | Federal          | 1961      | —                                                                                                |
| Fernando de Noronha     | Igreja de Nossa Senhora dos Remédios | Federal          | 1981      | —                                                                                                |
| Goiana                  | Capela de Santo Antônio do Engenho Novo                                                                                                   | Federal          | 1938      | —                                                                                                |
| Goiana                  | Convento e Igreja de Nossa Senhora da Soledade                                                                                            | Federal          | 1938      | —                                                                                                |
| Goiana                  | Convento e Igreja de Santo Alberto de Sicília e cruzeiro                                                                                  | Federal          | 1938      | Colégio de Santo Alberto                                                                         |
| Goiana                  | Igreja da Ordem Terceira do Carmo | Federal          | 1938      | —                                                                                                |
| Goiana                  | Igreja de Nossa Senhora do Amparo (Goiana)                                                                                                | Federal          | 1938      | Museu de Arte Sacra                                                                              |
| Goiana                  | Igreja de Nossa Senhora da Conceição | Federal          | 1938      | —                                                                                                |
| Goiana                  | Igreja de Nossa Senhora da Misericórdia                                                                                                   | Federal          | 1938      | —                                                                                                |
| Goiana                  | Igreja de Nossa Senhora do Rosário dos Pretos                                                                                             | Federal          | 1938      | —                                                                                                |
| Goiana                  | Igreja Matriz de Nossa Senhora do Rosário                                                                                                 | Federal          | 1938      | —                                                                                                |
| Goiana                  | Igreja de São Lourenço de Tejucupapo | Estadual         | 1991      | —                                                                                                |
| Gravatá                 | Cadeia Pública | Estadual         | 1983      | —                                                                                                |
| Gravatá                 | Trecho Ferroviário Recife-Gravatá | Estadual         | 1986      | —                                                                                                |
| Igarassu                | Capela de Nossa Senhora do Livramento | Federal          | 1951      | —                                                                                                |
| Igarassu                | Capela de São Sebastião | Federal          | 1951      | —                                                                                                |
| Igarassu                | conjunto arquitetônico e paisagístico | Federal          | 1972      | —                                                                                                |
| Igarassu                | Convento e Igreja de Santo Antônio | Federal          | 1938      | —                                                                                                |
| Igarassu                | Igreja do Sacrado Coração de Jesus | Federal          | 1951      | —                                                                                                |
| Igarassu                | Igreja Matriz de São Cosme e São Damião                                                                                                   | Federal          | 1951      | —                                                                                                |
| Igarassu                | Sítio Histórico do Pasmado | Estadual         | 1983      | —                                                                                                |
| Ipojuca                 | Convento e Igreja de Santo Antônio | Federal          | 1938      | —                                                                                                |
| Ilha de Itamaracá       | Casa do Cons. João Alfredo | Estadual         | 1983      | —                                                                                                |
| Ilha de Itamaracá       | Engenho Amparo | Estadual         | 1986      | —                                                                                                |
| Ilha de Itamaracá       | Forte Orange | Federal          | 1938      | —                                                                                                |
| Ilha de Itamaracá       | Povoado de Vila Velha | Estadual         | 1994      | —                                                                                                |
| Jaboatão dos Guararapes | Igreja de Nossa Senhora da Piedade ou Igrejinha de Piedade ou Igreja do Hospício do Carmo                                                 | Federal          | 1952      | —                                                                                                |
| Jaboatão dos Guararapes | Igreja Nossa Senhora do Loreto | Estadual         | 1991      | —                                                                                                |
| Jaboatão dos Guararapes | Igreja de Nossa Senhora dos Prazeres ou Igreja dos Montes Gurararapes                                                                     | Federal          | 1938      | —                                                                                                |
| Jaboatão dos Guararapes | Parque Histórico Nacional dos Guararapes                                                                                                  | Federal          | 1961      | IPHAN - Subregional 5                                                                            |
| Jaboatão dos Guararapes | Sítio Histórico de Nossa Senhora dos Prazeres de Maranguape                                                                               | Estadual         | 1993      | —                                                                                                |
| Nazaré da Mata          | Capela de São Francisco Xavier | Federal          | 1949      | —                                                                                                |
| Olinda                  | Capela de São Pedro Advíncula | Federal          | 1966      | Museu de Arte Moderna                                                                            |
| Olinda                  | Casa do Aljube (prédio s/nº da Rua Treze de Maio)                                                                                         | Federal          | 1961      | Museu de Arte Contemporânea de Pernambuco                                                        |
| Olinda                  | conjunto arquitetônico, urbanístico e paisagístico                                                                                        | Federal Mundial  | 1968 1982 | —                                                                                                |
| Olinda                  | Convento e Igreja de Nossa Senhora do Carmo ou Convento e Igreja de S. Antônio do Carmo                                                   | Federal          | 1938      | IPHAN - Subregional 19                                                                           |
| Olinda                  | Convento e Igreja de São Francisco ou Convento e Igreja de N. Sª das Neves (capela, casa de oração e cláustro dos Terceiros Franciscanos) | Federal          | 1938      | —                                                                                                |
| Olinda                  | Fortim de São Francisco de Olinda ou Forte do Queijo                                                                                      | Federal          | 1984      | —                                                                                                |
| Olinda                  | Igreja Abadicial e Mosteiro de São Bento                                                                                                  | Federal          | 1938      | —                                                                                                |
| Olinda                  | Igreja de Nossa Senhora da Graça e Seminário de Olinda ou Colégio dos Jesuítas                                                            | Federal          | 1938      | Pousada                                                                                          |
| Olinda                  | Igreja de Nossa Senhora do Monte | Federal          | 1938      | —                                                                                                |
| Olinda                  | Igreja da Misericórdia | Federal          | 1938      | —                                                                                                |
| Olinda                  | Igreja de Santa Teresa | Federal          | 1938      | —                                                                                                |
| Olinda                  | Palácio Episcopal | Federal          | 1938      | Museu de Arte Sacra de Pernambuco                                                                |
| Olinda                  | Prédio nº 28 (com muxarabi) na Rua do Amparo                                                                                              | Federal          | 1939      | —                                                                                                |
| Olinda                  | Prédio nº 7 (com muxarabi) na Praça João Alfredo                                                                                          | Federal          | 1939      | —                                                                                                |
| Paudalho                | Mosteirinho de São Francisco ou Mosteirinho de Paudalho                                                                                   | Federal          | 1966      | —                                                                                                |
| Paulista                | Forte do Pau Amarelo | Federal          | 1938      | —                                                                                                |
| Pedra                   | Monumento Natural de Pedra | Estadual         | 1985      | —                                                                                                |
| Pesqueira               | Câmara Municipal e Cadeia | Estadual         | 1983      | —                                                                                                |
| Pesqueira               | Vila Real de Simbres | Estadual         | 1985      | —                                                                                                |
| Petrolina               | Conjunto arquitetônico da Estação Ferroviária do Leste Brasileiro                                                                         | Estadual         | 1984      | —                                                                                                |
| Recife                  | Acervo do Museu do Estado de Pernambuco                                                                                                   | Federal          | 1938      | —                                                                                                |
| Recife                  | Arquivo da Antiga Casa de Detenção do Recife                                                                                              | Estadual         | 1985      | Casa da Cultura                                                                                  |
| Recife                  | Arraial novo do Bom Jesus | Federal          | 1980      | —                                                                                                |
| Recife                  | Capela de Nossa Senhora da Conceição ou Capela da Jaqueira                                                                                | Federal          | 1938      | —                                                                                                |
| Recife                  | Capela de Nossa Senhora da Conceição da Congregação Mariana                                                                               | Federal          | 1987      | —                                                                                                |
| Recife                  | Capela Dourada, cláustro e Igreja da Ordem Terceira de São Francisco ou Capela dos Noviços da Ordem Terceira de São Francisco             | Federal          | 1938      | —                                                                                                |
| Recife                  | Casa de Gilberto Freyre ou Vivenda Santo Antônio de Apipucos                                                                              | Federal          | 1988      | Fundação Gilberto Freyre                                                                         |
| Recife                  | Casa de Manuel Bandeira (prédio nº 263 da Rua da União)                                                                                   | Estadual         | 1983      | Espaço Pasárgada                                                                                 |
| Recife                  | Casa do Cardeal Arcoverde | Estadual         | 1983      | —                                                                                                |
| Recife                  | Casa do Conselheiro João Alfredo ou Sobrado da Madalena                                                                                   | Federal          | 1966      | Museu da Abolição - Centro de Referência da Cultura Afro-Brasileira                              |
| Recife                  | Casa natal de Joaquim Nabuco (prédio nº 147 da Rua da Imperatriz)                                                                         | Federal          | 1949      | —                                                                                                |
| Recife                  | Casa natal de Oliveira Lima (prédio nº 813 da Rua Oliveira Lima)                                                                          | Federal          | 1968      | colégio e universidade dos Jesuítas                                                              |
| Recife                  | Casa Paroquial da Igreja de Santo Antônio                                                                                                 | Federal          | 1980      | —                                                                                                |
| Recife                  | Cemitério dos Ingleses | Estadual         | 1983      | —                                                                                                |
| Recife                  | Cine Glória | Estadual         | 1983      | —                                                                                                |
| Recife                  | Cine Teatro Apolo | Estadual         | 1986      | —                                                                                                |
| Recife                  | Conjunto Ambiental, Paisagístico e Histórico do Prata                                                                                     | Estadual         | 1994      | —                                                                                                |
| Recife                  | conjunto arquitetônico urbanística e paisagístico                                                                                         | Federal          | 1998      | —                                                                                                |
| Recife                  | Conjunto paisagístico do Sítio da Trindade (Arraial Velho do Bom Jesus)                                                                   | Federal          | 1974      | —                                                                                                |
| Recife                  | Conjuto urbano da Rua da Aurora | Estadual         | 1985      | —                                                                                                |
| Recife                  | Convento e Igreja de Santo Antônio | Federal          | 1938      | —                                                                                                |
| Recife                  | Convento e Igreja do Carmo do Recife e Igreja da Ordem Terceira do Carmo de Santa Teresa                                                  | Federal          | 1938      | —                                                                                                |
| Recife                  | Casa Grande do Engenho Barbalho | Estadual         | 1986      | —                                                                                                |
| Recife                  | Escola de Medicina do Recife | Estadual         | 1986      | Memorial da Medicina de Pernambuco                                                               |
| Recife                  | Estação Central do Recife | Estadual         | 1992      | Museu do Trem                                                                                    |
| Recife                  | Estação do Brum | Estadual         | 1993      | Museu Judiciário                                                                                 |
| Recife                  | Fábrica da Tacaruna | Estadual         | 1994      | —                                                                                                |
| Recife                  | Forte das Cinco Pontas ou Forte de São Tiago das Cinco Pontas ou Forte das Cacimbas ou Forte Frederico Henrique                           | Federal          | 1938      | Museu da Cidade do Recife                                                                        |
| Recife                  | Forte do Brum ou Forte de São João Batista do Brum                                                                                        | Federal          | 1938      | Museu Militar                                                                                    |
| Recife                  | Hospital Ulysses Pernambucano | Estadual         | 1991      | —                                                                                                |
| Recife                  | Igreja do Bom Jesus dos Martírios | Federal          | 1971      | —                                                                                                |
| Recife                  | Igreja do Divino Espírito Santo | Federal          | 1972      | —                                                                                                |
| Recife                  | Igreja Matriz do Santíssimo Sacramento de Santo Antônio                                                                                   | Federal          | 1938      | —                                                                                                |
| Recife                  | Igreja da Madre de Deus | Federal          | 1938      | —                                                                                                |
| Recife                  | Igreja de Ordem Terceira de Nossa Senhora do Carmo                                                                                        | Federal          | 1938      | —                                                                                                |
| Recife                  | Igreja de Nossa Senhora da Boa Vista | Federal          | 1938      | —                                                                                                |
| Recife                  | Igreja de Nossa Senhora da Conceição dos Militares                                                                                        | Federal          | 1938      | Museu de Arte Sacra                                                                              |
| Recife                  | Igreja de Nossa Senhora das Fronteiras | Federal          | 1949      | —                                                                                                |
| Recife                  | Igreja de Nossa Senhora do Pilar | Federal          | 1965      | —                                                                                                |
| Recife                  | Igreja de Nossa Senhora do Rosário dos Pretos                                                                                             | Federal          | 1965      | —                                                                                                |
| Recife                  | Igreja de Nossa Senhora do Terço | Federal          | 1975      | —                                                                                                |
| Recife                  | Igreja de Santo Amaro das Salinas | Estadual         | 1983      | —                                                                                                |
| Recife                  | Igreja de São Gonçalo | Federal          | 1938      | —                                                                                                |
| Recife                  | Igreja de São José do Ribamar | Federal          | 1980      | —                                                                                                |
| Recife                  | Igreja de São Pedro dos Clérigos e Pátio de São Pedro (conjunto arquitetônico)                                                            | Federal          | 1938      | —                                                                                                |
| Recife                  | Liceu de Artes e Ofícios | Estadual         | 1992      | —                                                                                                |
| Recife                  | Marco divisório da Capitania de Itamaracá                                                                                                 | Federal          | 1938      | Obs: encontra-se recolhido à sede do Instituto Arqueológico, Histórico e Geográfico Pernambucano |
| Recife                  | Mercado de São José | Federal          | 1973      | —                                                                                                |
| Recife                  | Mural Hélio Feijó | Estadual         | 1994      | —                                                                                                |
| Recife                  | Palácio da Justiça | Estadual         | 1992      | Tribunal de Justiça de Pernambuco                                                                |
| Recife                  | Palácio da Soledade | Federal          | 1938      | Colégio Nóbrega                                                                                  |
| Recife                  | Pavilhão Luís Nunes ou Pavilhão de verificação de óbitos da Escola de Medicina do Recife                                                  | Estadual Federal | 1985 1998 | —                                                                                                |
| Recife                  | Prédio nº 1596 da Avenida Rui Barbosa | Federal          | 1968      | Academia Pernambucana de Letras                                                                  |
| Recife                  | Prédio s/nº da Praça Adolfo Cirne | Federal          | 1980      | Faculdade de Direito do Recife                                                                   |
| Recife                  | Prédio s/nº da Rua da Aurora | Federal          | 1984      | Ginásio Pernambucano                                                                             |
| Recife                  | Prédio nº 157 da Rua Benfica | Estadual         | 1983      | Departamento de Extensão Cultural da UFPE                                                        |
| Recife                  | Prédio nº 251 da Rua Benfica ou Palacete da Benfica                                                                                       | Federal          | 1987      | Blue Angel Buffet                                                                                |
| Recife                  | Prédio nº 463 da Rua do Imperador | Estadual         | 1991      | —                                                                                                |
| Recife                  | Prédio da Rádio Clube de Pernambuco | Estadual         | 1983      | —                                                                                                |
| Recife                  | Quartel do Derby | Estadual         | 1994      | Comando da Policia Militar de Pernambuco                                                         |
| Recife                  | Sítio Histórico da Igreja Matriz de Nossa Senhora da Boa Viagem                                                                           | Estadual         | 1994      | —                                                                                                |
| Recife                  | Teatro de Santa Isabel | Federal          | 1949      | —                                                                                                |
| Recife                  | Terreiro Obá Ogunté (Sítio de Pai Adão)                                                                                                   | Estadual         | 1985      | Dirigido por Manuel Papai e Maria do Bonfim                                                      |
| Recife                  | Torre do Graf Zeppelin (Campo do Jiquiá)                                                                                                  | Estadual         | 1983      | —                                                                                                |
| Recife                  | Torre Malakoff | Estadual         | 1994      | —                                                                                                |
| Rio Formoso             | Igreja de São José de Botas e Casa do Padre José Rufino                                                                                   | Estadual         | 1999      | —                                                                                                |
| Rio Formoso             | Forte de Santo Inácio de Tamandaré | Estadual         | 1985      | —                                                                                                |
| Sirinhaém               | Convento de Santo Antônio | Federal          | 1940      | —                                                                                                |
| Surubim                 | Casa grande da Fazenda Cachoeira do Taepe                                                                                                 | Federal          | 1981      | —                                                                                                |
| Timbaúba                | Cine-Teatro Recreios Benjamim | Estadual         | 1983      | —                                                                                                |
| Triunfo                 | Cine-Teatro Guarany | Estadual         | 1988      | —                                                                                                |
| Vicência                | Casa grande e Capela do Engenho Poço Comprido                                                                                             | Federal          | 1962      | —                                                                                                |
| Vitória de Santo Antão  | Igreja de Nossa Senhora do Rosário dos Homens Pretos                                                                                      | Estadual         | 1984      | —                                                                                                |
| Vitória de Santo Antão  | Sítio Histórico dos Monte das Tabocas | Estadual         | 1986      | —                                                                                                |

1. 1 2 3 4 5 6 7 8 9 10 11 12 13 14 15 16 17 18 19 20 21 22 23 24 25 26 27 28 29 30 31 32 33 34  Livro do Tombo: de Edifícios e Monumentos isolados
2. 1 2 3 4 5 6 7 8 9 10 11 12 13 14 15 16 17 18 19 20 21 22 23 24 25 26 27 28 29 30 31 32 33 34 35 36 37 38  Livro do Tombo: das Belas Artes
3. 1 2 3 4 5 6 7 8 9 10 11 12 13 14  Livro do Tombo: de Conjuntos Urbanos e Sítios Históricos
4. 1 2 3 4 5 6 7 8 9 10 11 12 13 14 15 16 17 18 19  Livro do Tombo: Histórico
5. 1 2 3 4 5 6 7 8 9 10 11 12 13 14 15 16 17 18 19 20 21  Livro do Tombo: Histórico / das Belas Artes
6. 1 2  Livro do Tombo: Arqueológico, Etnográfico e Paisagístico
7. 1 2  Livro do Tombo: Cidades, Vilas e Povoados
8. ↑  Livro do Tombo: Arqueológico, Etnográfico e Paisagístico / Histórico / das Belas Artes
9. ↑  reconhecido pela UNESCO como Patrimônio Mundial, Cultural e Natural da Humanidade
10. 1 2  Livro do Tombo: de Monumentos, Sítios e Paisagens Naturais
11. 1 2  Livro do Tombo: dos Bens Móveis de valor arqueológico, etnográfico, histórico, artístico ou folclórico
12. ↑  Livro do Tombo: Arqueológico, Etnográfico e Paisagístico / Histórico

## Fonte
- IPHAN - Arquivo Noronha Santos
- FUNDARPE
- Conselho Estadual de Cultura

## Legislação
- Lei Federal nº 25, de 30 de novembro de 1937
- Lei Estadual nº 7.970, de 18 de setembro de 1979